# Chefen fru Ingeborg
Chefen fru Ingeborg är en roman av den svenske författaren Hjalmar Bergman från 1924.

## Handling
Boken är en skildring av den självsäkra varuhusägarinnan Ingeborg Balzar och hennes uppgång och fall. Bland figurerna i handlingen finns bland andra ätten de Lorche (nu ruinerad) från Markurells i Wadköping. Ingeborg blir ohjälpligt kär i sin egen svärson.

## Tillkomst
Den 30 april 1924 flyttade Hjalmar Bergman och hans hustru Stina Bergman in i en våning i Saint-Cloud i Paris och där satte Bergman igång med att skriva romanen. I juli flyttade paret till sommarhuset på Segholmen utanför Dalarö och där fortsattes skrivandet tills romanen var klar den 14 augusti.
Den 26 augusti 1924 skrev Bergman kontrakt med Albert Bonniers förlag där det bland annat framgår att boken ska ges ut i åtminstone två upplagor om sammanlagt 2 500 exemplar. Tryckningen var klar 6 november 1924 och började dagen efter distribueras. Enbart under 1924 trycktes romanen i sju upplagor.
I brev till förläggaren Tor Bonnier skrev Bergman om romanen: "Den handlar om en modehandlerska i Stockholm. Utan tvivel har ni här årets största succes, ty boken blir mycket välskriven och sorglig. Jag gråter, när jag skriver den. Somliga dagar kan jag för tårars skull icke föra pennan. Då ligger jag på soffan och bara gråter. Andra dagar är jag lite gladare. Men när jag tänker på slutet vill jag hänga mig. Det är så synd om henne. Öppna aldrig en modehandel i Stockholm. Inte efter detta. Det blir emellertid en mycket bra bok. Vad du ska bli glad!"

## Mottagande
Vid publiceringen ansåg litteraturkritikern Fredrik Böök i Svenska Dagbladet att Bergman ägde ett "raffinerat mästerskap i berättandets svåra konst" och jämförde romanen med Thomas Manns Döden i Venedig. I Dagens Nyheter ansåg litteraturkritikern Torsten Fogelqvist att Bergman med denna roman visat att han var den främste bland samtidens yngre svenska författare.
Romanen har översatts till engelska 1936, till tjeckiska 1937, till danska 1946 och till norska 1947.
Roman filmatiserades som TV-serie 1993 i regi av Bernt Callenbo och med Mona Malm i titelrollen.